# Aheylita
L'aheylita és un mineral de la classe dels fosfats, que pertany al grup de la turquesa. Anomenat l'any 1998 per Eugene E. Foord i Joseph E. Taggert en honor d'Allen V. Heyl, geòleg del Servei Geològic dels Estats Units.

## Característiques
L'aheylita és un fosfat de fórmula química Fe²⁺Al₆(PO₄)₄(OH)₈(H₂O)₄. Cristal·litza en el sistema triclínic. La seva duresa a l'escala de Mohs és 5 a 5,5.

## Formació i jaciments
Es va descriure per primer cop a la mina Huanuni, una mina d'estany dels Andes bolivians. Com la resta de fosfats (excepte l'apatita) que es troben en el districte miner, l'aheylita es forma en els últims estadis de mineralització a partir de fluids amb diferents proporcions d'elements. Es troba associada a òxids (cassiterita, rútil o quars), sulfurs (pirita, esfalerita, arsenopirita o galena), sulfosals (matildita, estannita o ferberita) i altres fosfats (plumbogummita, xenotima o apatita), així com altres minerals d'alteració (miques, turmalina, filosilicats, entre d'altres).